# 小阿瑟·拉夫纳尔大桥
小阿瑟·拉夫纳尔大桥又称为新库珀河大桥，是位于美国南卡罗来纳州一座跨越库珀河的斜拉桥，连接查尔斯顿和芒特普林森。该桥设八车道，是美国17号国道一部分，于2005年通车，以取代两座旧的悬臂桁架桥。
大桥主跨471.2米 ，是西半球主跨长度排名第三的斜拉桥，项目采用设计-建造的模式完成。

## 历史
第一座跨越库珀河下游的大桥是1929年开通的约翰·P·格雷斯纪念大桥，是当时主跨长度（320米）排名世界第五的双悬臂桁架桥，桥下距离河面有46米的高度，全长4.3千米。耗资600万美元，历时17个月建成通车。原本该桥属私人所有，对每辆车收取1美元的过桥费，1943年南卡罗来纳州政府收购了该桥，并在1946年取消了收费。
到了20世纪60年代，格雷斯纪念大桥的不足开始显现：车道过窄，2条宽度仅3米，只适合福特A型车行驶的车道；坡度过大，桥面坡度高达6%。于是在该桥的旁边平行修建了一座新桥，耗资1,500万美元，并以当时南卡罗来纳州公路局长的名字命名为塞拉斯·N·皮尔曼大桥，于1966年开通，有3条各宽3.7米的车道，新桥用于北行方向的交通，而旧桥则全部用于南行进入查尔斯顿市区的交通。皮尔曼桥的其中一条车道为调拨车道，通过桥上的绿色箭头和红色叉形标志来警示司机。
至1979年，这两座桁架桥都已经变得过时。格雷斯桥在取消收费后不久，由于缺乏维护造成大范围的金属老化，因此不得不对格雷斯桥进行10吨车限行（后改为5吨车限行）。而两座桥都没有应急车道，皮尔曼桥由于调拨车道的缘故也无法在北向车道与南向车道之间设置隔离带，直到2002年，皮尔曼桥上才增加了活动栅栏以防止车辆迎头相撞。
此外，两座桥的桥下净空，虽然曾经一度进入过世界最高的行列，但已无法再适应现代船舶的通航。查尔斯顿的四个航运码头中有三个位于库珀河及温都河（Wando River），而有限的桥梁净空却限制了船舶的进入，阻碍了南卡罗来纳州经济的发展。现在，两座旧桥都已拆除，世界上最大的现代化集装箱货船可以直达这座全美第四大集装箱港口的所有码头。

## 建设

### 资金

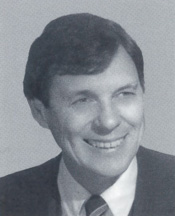
小阿瑟·拉夫纳尔

为了在库珀河上新建一座八车道的大桥，当地历经了20年的不懈奋斗以争取财政上的支持。由于查尔斯顿不愿为该项目提供任何资金，美国联邦政府也因无力承担这样一座大桥的建设费用而坚持将项目推迟。虽然提出了若干桥梁收费的建议，但都被查尔斯顿和芒特普林森的市长们否决了。在1995年一次官方的安全性和完好性评估中，格雷斯桥的评分仅为4%，此时，已退休的美国国会议员小阿瑟·拉夫纳尔为了解决资金问题，奔走于南卡罗来纳州参议院，他帮助设立了南卡罗来纳州基建银行，并与地方、州和联邦官员们合作建立伙伴关系，以协助落实最终的资金。
南卡罗来纳州基建银行（SIB）在美国联邦公路管理局拨付的9,660万美元基础上做出了3.25亿美元的预算。最终，该银行同意提供一项2.15亿美元的联邦贷款，工程项目终于成为现实，这笔贷款为查尔斯顿县提供为期25年、每年300万美元的资金，包括8.33%的营业税，全部由南卡罗来纳州交通局和州港务局每年偿还。大桥的总造价合计约7亿美元。

### 设计

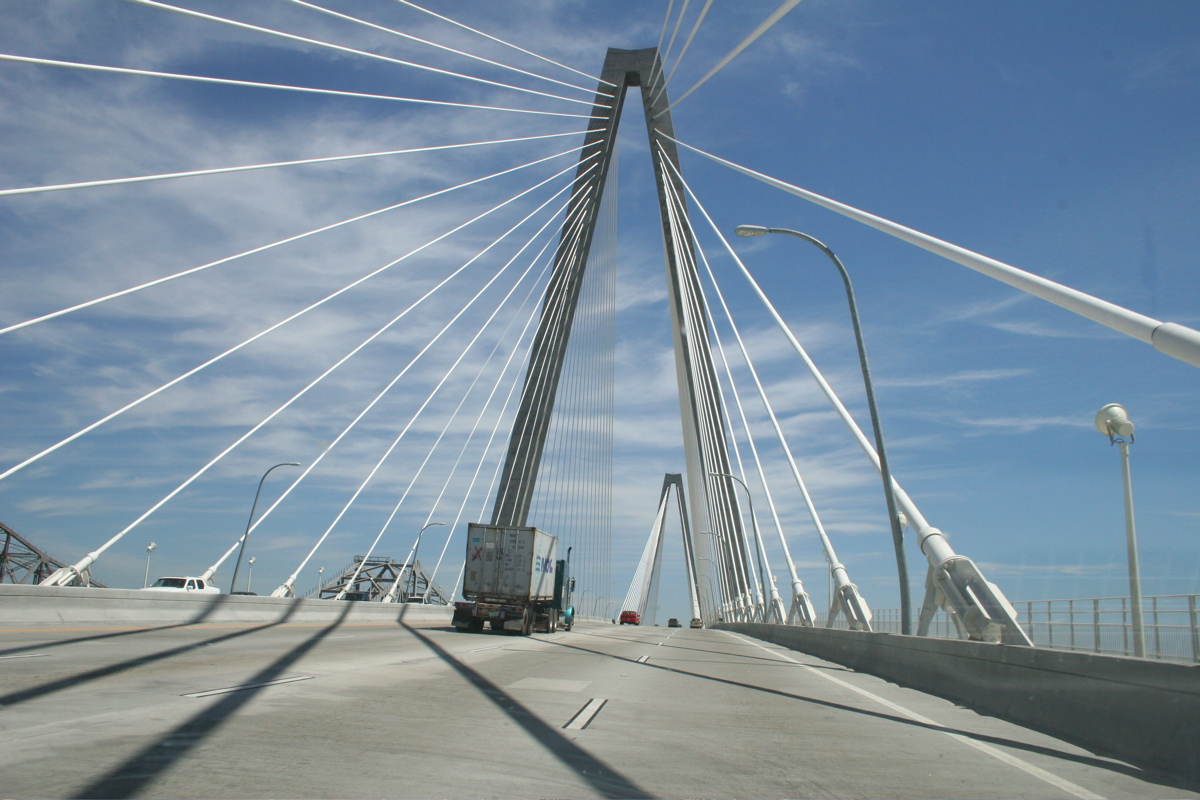
小阿瑟·拉夫纳尔大桥的公路桥面

查尔斯顿这座跨越库珀河的新桥，采用斜拉桥设计，有两座钻石型桥塔，高度均为175.2米；桥梁总长度为4,000米，主跨471.2米；128根锚固于桥塔内的独立拉索将桥面悬吊于河面以上57米高的空中。路面由8条3.7米宽的车道组成，双向各4车道。当地人发起的一场运动最终使大桥设计中增加了一条3.7米宽的自行车及人行道，沿着整个大桥南侧的边缘可以俯瞰查尔斯顿港和大西洋。
大桥上层建筑的设计可经受得起航运事故及查尔斯顿历史上最严重自然灾害的考验，主跨的抗风性能可达最高480千米/小时，远远超过了查尔斯顿历史上的最强风暴－1989年的雨果飓风。工程师们同时也考虑到了1886年几乎将查尔斯顿夷为平地的那场地震，拉夫纳尔大桥的设计可抵御约里氏7.4级的地震破坏。为了避免船只撞击桥塔，桥塔的两侧均设置了一英亩大小的岩石防护岛，任何船只都会在撞上桥塔前在岩石防护岛上搁浅。
大桥的自行车道与行人共享，它被命名为“万德斯道”，以纪念加内特·万德斯，他曾是一名驻扎在查尔斯顿的美国海军士兵，在为参加2004年奥运会的一次自行车训练中不幸死于车祸。这条小路之所以能够被纳入大桥的设计，离不开基层社团的努力，例如当地一所小学一个五年级的班级。

### 建造

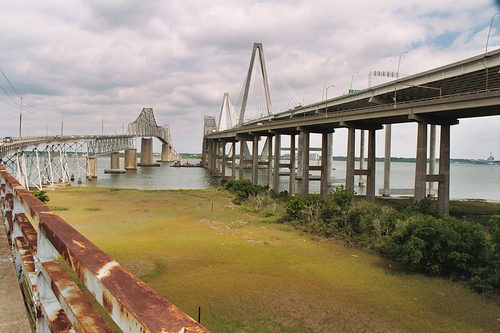
两座旧桥及一座新桥

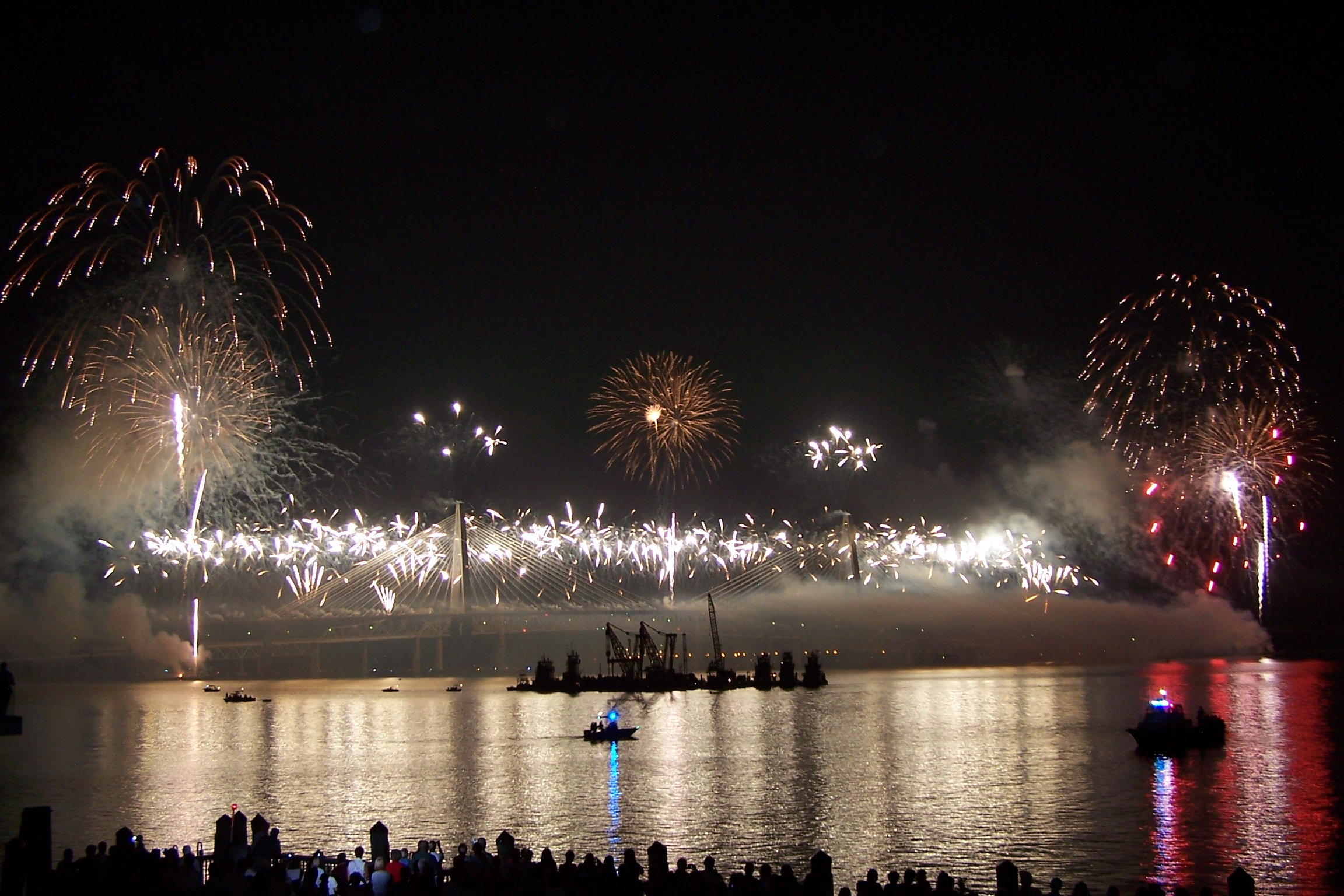
2005年7月，大桥开通前的烟火庆祝

大桥于2001年在芒特普林森动土，这是一个“设计-建造”模式的项目，即设计和建造大桥的工作由单独一家承包商完成，这就意味着项目甚至可以在设计尚未完成时就开始建设。大桥由帕尔默托桥梁建设集团旗下两家主要建筑公司成立的一家合资企业来负责修建，这家合资企业由弗吉尼亚州诺福克的泰德沃特-斯堪斯卡公司和科罗拉多州朗蒙特的佛拉蒂龙建筑公司组成，委托柏诚公司来完成设计。为了节约劳动力及设备资源，帕尔默托桥梁建设集团实际上将整个工程拆分为5个同步推进的独立项目来进行管理：大桥两端的两座立交桥、两座引桥、以及一座斜拉主桥。
到2002年夏，主桥塔的塔基和大部分桥墩都已就绪，岩石防护岛也已完成，钢筋混凝土桥塔不久之后开始不断升高，原来计划每座桥塔的顶端设置一个15米高的五彩LED“灯塔”，但公众舆论迫使该计划被放弃。
为了节省时间，第一条拉索在2004年就被挂上桥塔，而此时桥塔并未完全建成。随着拉索悬挂施工的推进，桥面部分也从两座桥塔不断向外延伸。
2005年3月，随着桥面最后一块构件的安装到位，标志着大桥正式完工并举行了竣工仪式。而路面铺设、路灯安装、标识及清理工作仍然持续了4个月，直至大桥开通。
经过长达一周的庆祝，包括一场公众徒步过桥活动、音乐会、宴会和烟火表演等，大桥于2005年7月16日正式开通。

## 长跑赛事

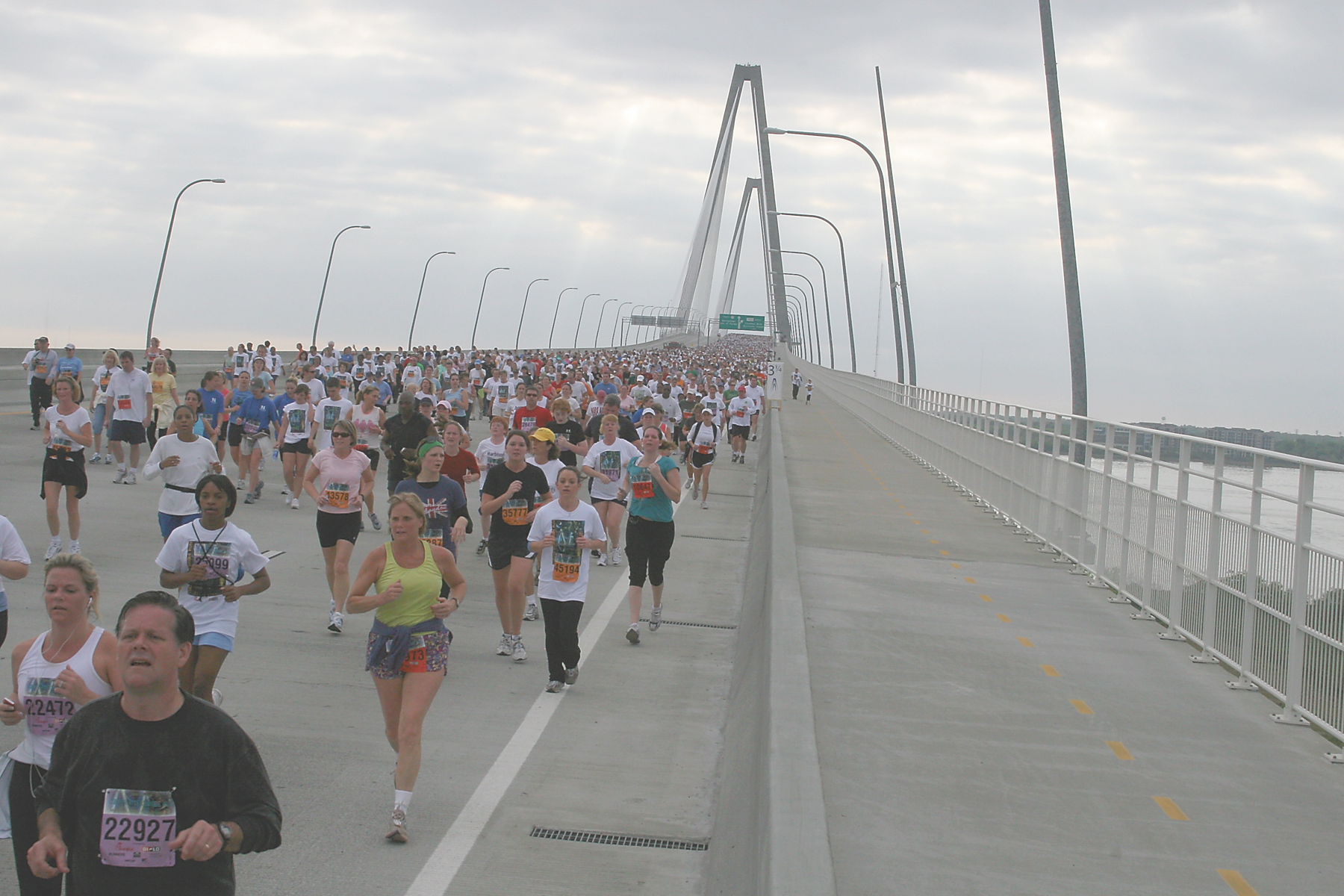
库珀河桥10公里长跑赛

拉夫纳尔大桥是一年一度的美国田径万米库珀河桥长跑赛的举办地，这项赛事于每年4月的第一个周末举行，吸引超过5万人参加，路线的起点设在芒特普林森，终点设在查尔斯顿市中心的玛丽恩广场。